# Невельский район (Сахалинская область)
Невельский район — административно-территориальная единица (район), в границах которой вместо упразднённого одноимённого муниципального района образовано муниципальное образование Невельский городской округ в Сахалинской области России.
Административный центр — город Невельск.

## География
Невельский район приравнен к районам Крайнего Севера.
Расположен в юго-западной части острова Сахалин вдоль побережья Татарского пролива.

## История
Невельский район был образован 5 июня 1946 года в составе Южно-Сахалинской области Хабаровского края. 2 января 1947 года Южно-Сахалинская область была ликвидирована, её территория включена в состав Сахалинской области, которая была выведена из состава Хабаровского края. В 1963—1965 годах район был упразднён.
22 августа 1951 года Президиум ВС РСФСР постановил образовать Горнозаводский район с центром в городе Горнозаводске, включив в его состав город Горнозаводск, рабочие поселки Первомайск, Шебунино и сельские Советы Ватутинский, Крильонский и Чкаловский, выделив их из Невельского района
31 августа 1956 года был упразднён Горнозаводский район, территория передана в состав Невельского района.
3 марта 2000 года решением районного Собрания депутатов утверждены герб и флаг муниципального образования «Невельский район и город Невельск».
После муниципальной реформы муниципальное образование «Невельский район и город Невельск» было в 2005 году преобразовано в муниципальное образование «Невельский район».
21 декабря 2009 года Невельский муниципальный район был преобразован в Невельский городской округ. С момента преобразования муниципального района в городской округ до 2012 года сосуществовали обозначения Невельский район и Невельский городской округ. После 2012 года утверждено наименование Невельский городской округ.

## Население
| 1959    | 1970    | 1979    | 1989    | 2002    | 2009    | 2010    |
| ------- | ------- | ------- | ------- | ------- | ------- | ------- |
| 38 437  | ↘36 171 | ↗36 548 | ↗38 227 | ↘26 864 | ↘21 763 | ↘17 558 |
| 2011    | 2012    | 2013    | 2014    | 2015    | 2016    | 2017    |
| ↘17 417 | ↘16 788 | ↘16 348 | ↘15 966 | ↘15 782 | ↘15 751 | ↘15 716 |
| 2018    | 2019    | 2020    | 2021    | 2023    | 2024    |         |
| ↘15 459 | ↘15 098 | ↘14 829 | ↗15 296 | ↘15 122 | ↘15 099 |         |

## Населённые пункты
В состав района (городского округа) входят 11 населённых пунктов:
| №  | Населённый пункт | Тип населённого пункта        | Население |
| -- | ---------------- | ----------------------------- | --------- |
| 1  | Амурское         | село                          | ↘10       |
| 2  | Ватутино         | село                          | ↘17       |
| 3  | Горнозаводск     | село                          | ↘3711     |
| 4  | Колхозное        | село                          | ↘314      |
| 5  | Лопатино         | село                          | ↘2        |
| 6  | Невельск         | город, административный центр | ↗10 568   |
| 7  | Придорожное      | село                          | ↘13       |
| 8  | Раздольное       | село                          | ↘22       |
| 9  | Селезнёво        | село                          | ↘9        |
| 10 | Шебунино         | село                          | ↘525      |
| 11 | Ясноморское      | село                          | ↘65       |

### Муниципально-территориальное устройство
До 2009 года в составе Невельского муниципального района выделялись 1 городское поселение и 2 сельских поселения.
| Муниципальные образования         | Состав                                                                                   |
| --------------------------------- | ---------------------------------------------------------------------------------------- |
| Невельское городское поселение    | Невельск, Амурское, Колхозное, Лопатино, Придорожное, Раздольное, Селезнёво, Ясноморское |
| Горнозаводское сельское поселение | Горнозаводск, Ватутино                                                                   |
| Шебунинское сельское поселение    | Шебунино                                                                                 |

## СМИ
Газета «Невельские новости». Первый номер вышел 20 марта 1948 года.